# IC 3212
IC 3212 је спирална галаксија у сазвјежђу Береникина коса која се налази на листи објеката дубоког неба у Индекс каталогу.
Деклинација објекта је + 28° 11' 9" а ректасцензија 12h 22m 3,4s. Привидна величина (магнитуда) објекта IC 3212 износи 15,0 а фотографска магнитуда 15,7. IC 3212 је још познат и под ознакама MCG 5-29-71, CGCG 158-91, PGC 40036.